# Volcán de Erillcastell
Erillcastell es un estratovolcán situado en el municipio de Pont de Suert, en la provincia de Lérida (Cataluña, España).

## Aspecto
Es un volcán tipo estratovolcán, con un gran valle redondo muy grande que es la caldera del volcán, que es totalmente apreciable. La caldera está abierta hacia la parte SO.

## Vulcanismo
El volcán se formó durante el carbonífero, a partir de la orogenia hercínica. Está compuesto de rocas piroclásticas y grandes coladas de lava. El interior de la caldera está formado por dos grandes fracturas. El tipo de erupción fue freatomagmático, donde hay restos de mares en la zona.

## Alrededores
Los pueblos más cercanos son Erillcastell, Avellanós y Vilancós. Estuvo explotado por minas.